# Под одной крышей (мультфильм)
«Под одно́й кры́шей» — советский кукольный мультипликационный фильм Свердловского телевидения, который создал в 1978 году режиссёр Анатолий Аляшев.

## Сюжет
Заяц — строитель и архитектор в одном лице, построил дом на несколько жителей. Туда заселились двое собак-музыкантов, козлик-огородник, цыплёнок-певец, хомячок-мукомол лягушонок-рыбак. Потом каждый стал заниматься своим любимым делом: собаки — громко играть ночью на фортепиано и других инструментах вместе со своим другом-котом (образовав трио «Gaff-Gaff»), козлик — поливать цветы на балконе, лягушонок — развел в комнате пруд, налив воды. Цыплёнок стал громко петь, а хомячок вырыл под домом яму для хранения зерна и муки. В результате такого обращения, дом не выдержал и рухнул. Сначала зверюшки стали ругать зайца-строителя. Заяц обиделся и сказал, что он тщательно проектировал этот домик и построил его хорошо, но на такое небрежное обращение никак не рассчитывал. Зверюшкам стало стыдно и они, помогая зайцу, построили новый домик и зажили дружно.

## Съёмочная группа
- автор сценария — Герман Дробиз
- режиссёр — Анатолий Аляшев
- художник-постановщик — Леонид Шварцман
- художники: Раиса Пестрякова, Владимир Рожин, Татьяна Костоусова, Александр Евладов, Дмитрий Колпаков
- оператор — Евгений Скаридов
- ассистент по монтажу — Л. Туровец
- композитор — Владимир Кобекин
- звукорежиссёр — Борис Берестецкий
- редактор — Николай Самохвалов
- директор картины — Юрий Рожин